# Tim Wilde
Tim Wilde (* 20. Februar 1966 in Stralsund) ist ein deutscher Schauspieler.

## Leben
Nach dem Besuch der Schule absolvierte Wilde eine Berufsausbildung zum Heizungsmonteur bei der Technischen Gebäudeausstattung Stralsund (TGA). Eine Ausbildung zum Marinetaucher bei der Volksmarine der DDR auf dem Dänholm beendete er nicht. 1987 ging er nach Berlin, wo er Gelegenheitsjobs verrichtete. Eine Reise in die ČSSR nutzte er 1989, um über die Prager Botschaft der Bundesrepublik Deutschland, nach Rückkehr in die DDR, durch Vermittlung von Rechtsanwalt Gregor Gysi nach Westdeutschland auszureisen.
Hier arbeitete und wohnte er zunächst in einem Altenheim in Frankfurt am Main und nahm anschließend wieder Gelegenheitsjobs an. Nach einigen Bewerbungen auf Schauspielschulen wurde er an der Schauspielschule „Der Kreis“ (Fritz-Kirchhoff-Schule) angenommen. Nach dem Studium (1992 bis 1995) spielte er an verschiedenen Theatern in Deutschland.
Nach einem für den Fernsehsender n-tv produzierten Börsen-Werbespot erhielt er zunehmend Rollen in Fernseh- und Kinoproduktionen.
Wilde hat einen Sohn.

## Filmografie

### Filme (Auswahl)
- 1998:  Der Campus
- 1999: Erkan und Stefan
- 1999: LiebesLuder
- 1999: Sumo Bruno
- 2001: Der Schuh des Manitu
- 2002: Mit dem Rücken zur Wand (Fernsehfilm)
- 2002: Auch Engel wollen nur das Eine
- 2003: Die Nacht der lebenden Loser
- 2003: Die Wilden Kerle – Alles ist gut, solange du wild bist!
- 2004: Lohn deiner Angst
- 2004: (T)Raumschiff Surprise – Periode 1
- 2005: Die Wilden Kerle 2
- 2006: Stella und der Stern des Orients
- 2007: Die Aufschneider
- 2007: Du bist nicht allein
- 2008: Ossi’s Eleven
- 2008: Sommer
- 2008: 1½ Ritter – Auf der Suche nach der hinreißenden Herzelinde
- 2011: Blutzbrüdaz
- 2012: Im Brautkleid meiner Schwester
- 2012: Schutzengel
- 2013: Buddy
- 2014: Honig im Kopf
- 2016: Unsere Zeit ist jetzt
- 2017: Montrak
- 2017: Berlin Falling
- 2017: Nur Gott kann mich richten
- 2017: Conni & Co 2 – Das Geheimnis des T-Rex
- 2018: Hot Dog
- 2018: Head Full of Honey
- 2023: Operation White Christmas

### Fernsehen (Auswahl)
- 1996, 1998, 2015: Alarm für Cobra 11 – Die Autobahnpolizei (Fernsehserie, drei Folgen)
- 1998: Anitas Welt (13 Folgen)
- 1998: Der kleine Dachschaden
- 1999: JETS – Leben am Limit (drei Folgen)
- 1999: Racheengel – Stimme aus dem Dunkeln
- 2001–2002: Sinan Toprak ist der Unbestechliche (16 Folgen)
- 2001: Tatort: Kalte Wut
- 2003: Tatort: Väter
- 2003: Ein starkes Team – Das große Schweigen
- 2003: Ein starkes Team – Kollege Mörder
- 2004: Bella Block: Hinter den Spiegeln
- 2005: Der Dicke (zwei Folgen)
- 2005: Nachtschicht – Tod im Supermarkt
- 2005: Die Luftbrücke – Nur der Himmel war frei
- 2006: Neger, Neger, Schornsteinfeger!
- 2006: Tatort: Revanche
- 2007: Der Staatsanwalt – Hungrige Herzen
- 2007: Lutter: Um jeden Preis
- 2007: Der Staatsanwalt – Erzfeinde
- 2007: Das Inferno – Flammen über Berlin
- 2007–2010: Ein Fall für zwei (zwei Folgen)
- 2008: KDD - Kriminaldauerdienst
- 2008–2021: Notruf Hafenkante (fünf Folgen)
- 2009: Das Duo – Wölfe und Lämmer
- 2009–2010: Lasko – Die Faust Gottes
- 2010: Tatort: Blutgeld
- 2010: Polizeiruf 110: Risiko (Fernsehreihe)
- 2010: Allein gegen die Zeit (13 Folgen)
- 2011: Nachtschicht – Ein Mord zu viel
- 2011: Die Rosenheim-Cops – Tod eines Schiris
- 2011: Hubert und Staller - Puzzlespiele
- 2011, 2013, 2014: Tiere bis unters Dach (drei Folgen)
- 2012: Der letzte Bulle (Fernsehserie, eine Folge)
- 2012–2014: Die Garmisch-Cops
- 2013: Stralsund: Tödliches Versprechen (Fernsehreihe)
- 2013: Stralsund: Freier Fall
- 2013: Tatort: Willkommen in Hamburg
- 2013: Die Chefin (Staffel 2 / Folge 7: Sperrbezirk)
- 2013: Weissensee
- 2013: Die Kronzeugin – Mord in den Bergen
- 2013–2017: Hammer & Sichl (19 Folgen)
- 2014: Tatort: Kopfgeld
- 2014–2021: Morden im Norden (Fernsehserie)
- 2014: Von einem, der auszog, das Fürchten zu lernen
- 2015: Friesland: Familiengeheimnisse (Fernsehreihe)
- 2015: Hubert und Staller - Fit in den Tod
- 2015: Silvia S. – Blinde Wut
- 2016: Wilsberg: Mord und Beton
- 2016: Tatort: Der große Schmerz
- 2016: Tatort: Fegefeuer
- seit 2018: WaPo Bodensee
- 2018: Heldt – Täuschungen
- 2018: SOKO Wismar – Kalt serviert
- 2018: In aller Freundschaft – Die jungen Ärzte – Zweite Chancen
- 2019: 23 Morde – Bereit für die Wahrheit?
- 2019: Skylines (Fernsehserie)
- 2019: Die Pfefferkörner (Staffel 14 / Folge 173: Der Bodygauard)
- 2020: Tatort: Tschill Out
- 2021: Neben der Spur – Schließe deine Augen (Fernsehreihe)
- 2021: Plan A
- 2023: Luden (Fernsehserie)
- 2025: SOKO Köln: Der Bulle aus Vingst (Fernsehserie)